# Geier (Schach)
|   | a | b | c | d | e | f | g | h |   |
| 8 |   |   |   |   |   |   |   |   | 8 |
| 7 |   |   |   |   |   |   |   |   | 7 |
| 6 |   |   |   |   |   |   |   |   | 6 |
| 5 |   |   |   |   |   |   |   |   | 5 |
| 4 |   |   |   |   |   |   |   |   | 4 |
| 3 |   |   |   |   |   |   |   |   | 3 |
| 2 |   |   |   |   |   |   |   |   | 2 |
| 1 |   |   |   |   |   |   |   |   | 1 |
|   | a | b | c | d | e | f | g | h |   |

Der „Geier“ nach 3. … Sf6–e4
Beim Geier handelt es sich um eine Eröffnung des Schachspiels. Er zählt zu den Geschlossenen Spielen und ist in den ECO-Codes unter dem Schlüssel A56 klassifiziert.
Jede seiner Hauptvarianten beginnt mit den Zügen:
1. d2–d4 c7–c5 2. d4–d5 Sg8–f6 3. c2–c4 Sf6–e4
Der Name wurde von dem deutschen Eröffnungstheoretiker FIDE-Meister Stefan Bücker eingeführt, der ein Buch über dieses System veröffentlichte. 
Dieselbe Position könnte durch Zugumstellung auch nach 1. d2–d4 Sg8–f6 2. c2–c4 c7–c5 3. d4–d5 Sf6–e4 entstehen. Bücker empfiehlt aber sofortiges c7–c5 (Benoni-Verteidigung), um Varianten der  Englischen Eröffnung zu vermeiden (Weiß kann statt 3. d4–d5 auch 3. Sg1–f3 ziehen). 
Die Eröffnung ist in Turnierpartien bisher selten gespielt worden. Laut Statistik bei Chessgames schneidet Schwarz mit dem Zug 3. … Sf6–e4 etwas schlechter ab als mit den meisten anderen Zügen (die wichtigsten sind 3. … b7–b5 und 3. … e7–e6), wobei zwar die Rate der Schwarzsiege am höchsten ist, aber Weiß ebenfalls einen deutlich erhöhten Sieganteil hat – nur wenige Spiele enden mit Remis.

## Eröffnungsideen
Die Hauptidee dieses ungewöhnlichen Zuges – Schwarz zieht ohne Not eine bereits entwickelte Figur ein weiteres Mal – zeigt sich in der Hauptvariante nach 4. Dd1–c2, die Bücker selbst als „vielleicht beste“ Fortsetzung angibt. Schwarz setzt fort mit 4. … Dd8–a5+ und möchte durch dieses Schachgebot den weißen Springer nach d2 zwingen, mögliche Varianten: 
- Indiskutabel ist 5. Lc1–d2, wonach sich der Schwarze mit Se4xd2 das Läuferpaar sichert und mit g7–g6 samt dem Läuferfianchetto Lf8–g7 die lange, schwarzfeldrige Diagonale sichert.
- Nach 5. Sb1–c3 empfiehlt Bücker: 
  - 5. … Se4xc3 6. Lc1–d2 e7–e5 7. Ld2xc3 Da5–c7, wonach eine für Schwarz verbesserte Benoni-Stellung erreicht ist, weil ein Springerpaar abgetauscht wurde: Aufgrund der beengten schwarzen Stellung in der normalen Benoni-Verteidigung behindern sich die Springer häufig gegenseitig.
- 5. Sb1–d2 Se4–d6 Der Springer zieht ein drittes Mal, von d6 aus unterstützt er ein Vorgehen am Damenflügel mittels a7–a6 und b7–b5, ähnlich dem Wolga-Gambit, allerdings ohne Bauernopfer. Der weiße Springer auf d2 steht ungünstig und sperrt momentan den Läufer auf c1 ein. Andererseits behindert der Sd6 die Entwicklung des schwarzen Damenflügels.